# サボ島沖海戦
サボ島沖海戦（サボとうおきかいせん）は、第二次世界大戦のガダルカナル島周辺において1942年（昭和17年）10月11日深夜〜12日に日本軍とアメリカ軍の間で行われた海戦である。連合軍側の呼称はBattle of Cape Esperance （エスペランス岬沖海戦）。
なおサボ島沖海戦の2ヶ月前に行われた別海戦で、日本軍側が第一次ソロモン海戦と呼称する海戦のことを連合軍側は「Battle of Savo Island」と呼んでいる。

## 経緯
1942年（昭和17年）8月7日よりはじまったガダルカナル島の戦いで、連合国軍は制空権を掌握して日中に輸送船団をおくりこみ、日本海軍は駆逐艦による高速輸送作戦（鼠輸送）を用いて夜間に活動した。日本軍はアメリカ軍との戦闘が続くガダルカナル島に対する重火器の輸送を企図し、その支援のため第六戦隊を基幹とする艦隊をガダルカナル島近海に送り込み、ヘンダーソン飛行場の砲撃を計画した。輸送部隊は城島高次海軍少将指揮下の水上機母艦2隻（日進、千歳）と駆逐艦6隻（秋月型駆逐艦1番艦《秋月》、第19駆逐隊《綾波》、第11駆逐隊第1小隊《白雪、叢雲》、第9駆逐隊《朝雲、夏雲》）。支援部隊は第六戦隊司令官五藤存知少将を指揮官とする5隻（第六戦隊《青葉、衣笠、古鷹》、第11駆逐隊第2小隊《吹雪、初雪》）であった。10月11日0600（日本時間、以下同）、輸送部隊は重火器・糧食・人員等を満載ししてショートランドから出撃。支援部隊も同日1000に出撃した。支援部隊の計画では日没頃にガダルカナル島飛行場200海里の地点に到達、30ノットでサボ島南方から侵入して26ノットに減速して砲撃を行う。その後、サボ島南方から輸送部隊とほぼ同一の航路をとって日の出近くに敵空襲圏内から撤退するというものであった。
同時期、アメリカ軍もガダルカナル島で苦戦するアメリカ軍海兵隊を増強すべく輸送船団を編制し、同島へ派遣していた。10月11日1147、航空偵察によって巡洋艦2、駆逐艦6からなる日本艦隊（支援部隊）の出現を確認したアメリカ軍は、輸送船団の露払いとして以前から日本艦隊の攻勢任務にあたっていたノーマン・スコット少将を指揮官とする巡洋艦部隊を先行させる。この部隊はサンフランシスコ、ソルトレイクシティー、ボイシ、ヘレナ、そして駆逐艦5隻からなる第64.2任務部隊であった。スコット少将は1400に全艦に向けてサボ島周辺へ向かうよう指示。1610に先ほどと同兵力の日本艦隊を発見したという航空偵察の報告を受け、1615の日没とともに戦闘配置を指示し、日本艦隊を待ち構えていた。

## 戦闘経過と結果

### 接近
10月11日2010、日本艦隊の輸送部隊はガダルカナル島のタサファロング泊地に到達、2020から物資の揚陸を開始した。一方、外南洋部隊の命令により支援部隊は飛行場砲撃の準備を整え、サボ島の沖合に進撃した。「青葉」は地上攻撃用の特殊砲弾を装填しており、今作戦そのものが米軍基地飛行場射撃の効果を確認する意味合いがあった。
アメリカ艦隊は「巡洋艦2隻、駆逐艦6隻」という日本艦隊を迎撃するために駆逐艦3-巡洋艦4-駆逐艦3という布陣でサボ島近海を哨戒していた。スコット少将は2000、艦隊の水上偵察機を投入して接近してくる日本艦隊の動向を探ろうと命令を下した。しかし、ソルトレイクシティーとヘレナの偵察機が発艦前に事故で炎上して失われるアクシデントがあり、無事に発艦したのはサンフランシスコとボイシの偵察機だけだった。ソルトレイクシティー偵察機の炎上は、北西に50海里離れた場所にいた日本艦隊の見張員にも発見されていた。当時日本艦隊は26ノットから30ノットでガダルカナル島へ向かっていたが（ガ島の北西約20浬）、日本艦隊はこの光をガダルカナル島か輸送隊からの発光信号と誤認して発光信号で応答し返すミスをしてしまった。しかし、この発光信号はアメリカ艦隊には察知されることはなかった。

### アメリカ艦隊の捕捉と混乱
スコット少将は2028に針路東北東を指示し、2035には全艦が単縦陣となって新しい航路に向かっていた。そんな中、2050にサンフランシスコから発艦した偵察機から「大型艦1、小型艦2、サボ島沖合北16海里にあり。調査のために接近する」という連絡が入った。スコット少将は以前の報告と兵力が違ったために新艦隊かどうかの判断に悩んだが、既出の艦隊である可能性も踏まえて北東に針路を変更し、サボ島沿岸水域を進ませた。だがこの時偵察機が発見した日本艦隊の正体は、水上機母艦2隻（日進、千歳）からなる輸送部隊であった。そんな中、2125にヘレナのSGレーダーが日本艦隊を捉え、ヘレナは「日本艦隊はアメリカ艦隊より方位315度、距離2万7,700ヤード（約2万5,300m）の場所にあり、速度20ノット、針路120度で進行中」と報告した。直後にソルトレイクシティーのレーダーも日本艦隊を捉えたが、両艦の報告は旗艦であるサンフランシスコに届いておらず、この時点でスコット少将は日本艦隊が接近していることを知らなかった。なお、旗艦のサンフランシスコは最新型のSGレーダーを装備していなかった。
2130、日本艦隊に接近していた偵察機が「大型艦1、小型艦2はガダルカナル島へ東に16海里進んだ」と続報を飛ばした。スコット少将は迎撃するか否か悩んだが、以前の報告にあった巡洋艦2隻からなる日本艦隊がサボ島を抜けてルンガ泊地に突入する可能性も踏まえ、哨戒を継続することを選んだ。そして、2132に全艦隊へ「取舵、針路南西」と指示して左方向へ大回頭を行った。回頭直後、ヘレナのレーダーが再び方位315度（北北西）、距離1万8,500ヤード（約1万6,900m）の位置に日本艦隊を捉えた。また2138にはボイシもレーダーにて方位295度（西北西）、距離1万4,000ヤード（約1万2,800m）にて正体不明の目標を発見し、ボイシ艦長のモラン大佐は旗艦へ報告すると共に右砲戦の命令を下した。しかしこの際、ボイシは「（自艦を基準とした目標方位として）方位65度」を伝えた。これをスコット少将は「（真）方位65度」として敵艦位置が北東と解釈したため、敵艦位置が報告があった両艦で正反対であることに悩み、敵か味方か判断を付けかねた。
この時もう一つの事態が生じた。前衛の駆逐艦3隻の内2隻（ファーレンホルト、ラフィー）は巡洋艦部隊の右側から先頭に出るべく速度を増したが、もう1隻のダンカンがレーダーで日本艦隊を探知し、独断で向かったのである。スコット少将は確認のため、前衛駆逐艦部隊の指揮を執るトビン大佐に「貴官は前方に進出中なのか？」と連絡したところ、「そうです。巡洋艦部隊の右舷を進みつつあります」という応答が帰ってきた。2142には旗艦であるサンフランシスコのレーダーが右舷方向の距離9,000ヤード（約8,200m）に目標をとらえたが、スコット少将はこれまでの情報を判断して、目標を分離した前衛の駆逐艦と判断し、後方につくよう命令した。
刻々と時間が過ぎる中、2145にヘレナのレーダーは距離5,000ヤード（約4,600m）に味方駆逐艦を捉えたが、同時刻にヘレナの見張員も肉眼で正体不明の艦隊を確認していた。ヘレナのレーダー士官はこの時、「どうしようというんだ、横付けにでもするつもりか！」と叫んだという。フーバー艦長は旗艦であるサンフランシスコに状況報告を行い、射撃許可を求めた。しかしスコット少将はこの通信に対して、「（質問を受信したという意味で）Roger」と返信した。フーバー艦長はこれを射撃許可が下りたものと誤解。ヘレナは2146、照明弾を打ち上げた後に距離3,800ヤード（約3,475m）の目標へ射撃を開始した。これを発砲開始の合図だと誤解した他のアメリカ艦は一斉に砲門を開き、戦端が開かれることとなった。なおこの時、アメリカ艦隊と日本艦隊の間にはアメリカ艦隊前衛の駆逐艦部隊がいたが、幸運なことに多くの砲弾はそれを飛び越えて日本艦隊へと降り注いだ。また、この時のアメリカ艦隊はレーダー射撃を行っておらず、目標を目視で確認した上で射撃を行っていたが、隊列は理想的なT字形で日本艦隊を迎え撃つ体勢にあった。

### 日本艦隊の誤認
一方、ガダルカナル島へ向かっていた日本艦隊は道中大規模なスコールに遭遇し、之字運動（ジグザグ運動）を中止した。この時まだ戦闘配置命令は出ておらず、「煙草盆引け」が出たにすぎなかった。2133、日本艦隊はスコールを抜けてサボ島西10海里の地点に達する。そしてガダルカナル島飛行場を砲撃するため戦闘配置についた2143、青葉の見張員がガダルカナル島手前に「左十五度、艦影3、針路南西、距離100（1万m）」と報告した。
これに対し哨戒長（この時点で青葉水雷長）は輸送隊（日進、千歳）と判断、第六戦隊司令部も同判断だった。この時、基地航空隊（第十一航空艦隊）の索敵機や先行した輸送隊からは敵に関する報告はなく、発見した艦影の中に輸送隊「日進」などに類似した艦影があったため味方である可能性が生じていた。また輸送隊の針路が目的地とは違う南西に向かっているという問題もあったが、何らかの都合で針路が変わった可能性も考えられた。これらの理由もあって、五藤少将は同士討ちを懸念したとされる。
哨戒長を青葉航海長に交代後、五藤少将は味方識別信号（オルジス信号）を送るよう命じる。すぐさま「ワレアオバ」の発光信号（指向性発光信号）が送られたが、目標から応答はなかった。数分後、青葉見張り員が更に約7,000mの距離で「前方の艦影は敵艦」と報告する。しかし上記の疑念を持っていた五藤少将は艦隊を直進させつつ、2145頃に「左10度、味方識別10秒」を下令、敵味方確認の為に発光信号で確認を取らせた。一方で目標が敵である場合に備え、砲撃戦となった際に同航戦を行うため右回頭を命じた。
直後、艦橋最右端の18センチ双眼鏡を覗いていた掌航海長は最初に「味方」と報告、続いて「敵」と報告を修正した。この報告を聞き、青葉艦長久宗米次郎大佐は総員配置命令を出した。

### 青葉被弾
アメリカ艦隊が照明弾を上空に撃ち出した頃、「青葉」は「ワレアオバ」の発光信号を明滅させていた（ちょうど信号を終えた直後とも）。戦闘開始直後、「青葉」は艦橋に直撃弾を受ける。この砲弾は不発だったものの艦橋正面から後方へ貫通した一弾が艦橋を跳ね回り、戦隊司令部は一瞬で壊滅。五藤少将も左足切断の瀕死の重傷を負い、主砲射撃方位盤及び通信装置は破損。艦橋へ上がるラッタルも吹き飛ばされ、そこにいた青葉副長を含む乗組員は全員戦死した。一方で、後続の「古鷹」とは無線電話の連絡が取れたという記録もある。さらに4分後の2150まで「青葉」は集中砲火を浴び、主砲射撃所や第2・第3砲塔も命中弾を受け使用不能となり、戦闘能力を喪失した。特に地上砲撃準備の整っていた第3砲塔は装填中の零式弾及び装薬が誘爆し大火災が発生。この際、掌砲長の尾崎専造中尉が弾薬庫への緊急注水に成功。爆沈は免れたが、被弾と誘爆により弾庫員は全員戦死した。この間の砲撃は、一番砲塔の砲側照準によって主砲7発を発射したのみであった。この砲撃により青葉側では「敵巡洋艦一に大火災」を報じたが、アメリカ軍側の記録ではこの時点で被弾した艦はなく、アメリカ艦隊の発砲炎を命中弾による炎上と見間違えたという推測がなされている。
青葉艦橋はパニック状態になっていたが、第六戦隊先任参謀貴嶋掬徳中佐（当時、非番のため作戦室で待機中）が艦橋に上がりこみ、瀕死の五藤少将に歩み寄ると、「司令官、反転して再挙を図ります」と反転と艦長への指揮権委譲の許可を要請した。貴嶋中佐の機転で指揮権を引き継いだ久宗大佐（青葉艦長）は、不利な態勢からの脱却を図る為、それまで取舵をとっていたところを逆に面舵をとって右反転、最大戦速での一時離脱を図った。上部構造物は大破しながらも、喫水線下と機関は無事だった「青葉」は煙幕を展張して、全速で避退に移った。
スコット少将はアメリカ艦隊がダンカンを射撃していると不安になって射撃開始から1分後の2147に射撃中止を命じたが、興奮した部下たちを制止することは不可能だった。スコット少将が駆逐艦部隊を指揮するトビン大佐と状況確認の交信をする間も、ヘレナ等は射撃中止命令を無視して敵艦を砲撃していた。2151、同士討ちではないことを確認したスコット少将は、駆逐艦に識別信号を点滅させる命令を告げた上で砲撃再開を下令した。しかしこの時点で「青葉」は第3砲塔の火災を鎮火させ、煙幕を張りながらアメリカ艦隊の視界から消えつつあり、唯一「青葉」を砲撃していたヘレナも砲撃を中断した。2153には再度砲撃を行うものの、視界が不良であったため追撃を断念。「青葉」は無事に戦場を離脱した。

### 古鷹被弾、沈没
「青葉」の後方1,500m離れて続いていた「古鷹」は2146・30秒、前方に十数隻の発砲を視認する。これに対して古鷹艦長荒木伝大佐は形勢不利と判断し、「取舵、戦闘魚雷戦、右砲戦用意」と素早く命令を下した。しかし主砲旋回が終わらず高角砲を一斉射のみを行った時点で旗艦「青葉」に敵弾が集中するのを確認。救援をするために面舵を取り直し、形としては敵艦隊と「青葉」の間に「古鷹」を割り込ませた体勢となった「古鷹」は、2148に高角砲と主砲で応戦を開始した。この時、「青葉」からは「古鷹」が探照灯を照射したのを認めた。
しかし、「古鷹」は離脱を図る「青葉」の代わりに巡洋艦ソルトレイクシティー、ボイシ、駆逐艦ダンカン、マッカラ、ブキャナンの計5隻から格好の目標となり集中砲撃を浴びた。2150には魚雷発射管に命中弾の破片を浴び、装填中の九三式酸素魚雷から酸素が漏れて大火災となる。さらに2154から2155には右舷前部機関室と左舷後部機関室、2205には左舷前部機関室が被弾して浸水、全砲塔が機能を停止するなど、戦闘開始から約17分で戦闘不能状態になってしまった。なおこの時「古鷹」とアメリカ艦隊の間に居たファーレンホルトは、味方であるアメリカ艦隊の砲撃を受けて大破し戦場を離脱している。
戦闘不能に陥った「古鷹」だが、後述の「衣笠」によるアメリカ艦隊への反撃にて攻撃を受けずにすむようになり、2214には追撃から離脱することが出来た。しかし「古鷹」は水面上だけで大小90発以上の被弾箇所があり、水面下にも少なくない被害を受けていた。この水面下の被弾による浸水が致命傷となり、2240には航行不能に陥る。その後翌12日の0008には救援の為に「初雪」が到着したが、浸水による傾斜がひどいために横付けが出来ず短艇での救助となった。0020、総員退去。0028に沈没。「初雪」の救助作業はアメリカ軍からの空襲を避けるため0200に打ち切られ、日本側は戦死者33名、行方不明者225名と記録した。生存者は518名であった。
「古鷹」はこの海戦で主砲20発または36発、高角砲26発を発射し、戦果として「敵巡洋艦一撃沈」を報告した。加えて旗艦（青葉）を救援したことを評価され、サボ島沖海戦における勲功は「甲（特）」と評されている。ボイシは「古鷹」の砲弾が4発命中したという記録の一方で、アメリカ軍側の記録では「古鷹」による損害はボイシが2153に20.3cm弾1発、2154に機関砲弾2発受けたのみとされ、これによりボイシが軽微な損害を受けたという報告が残っている。

### 吹雪被弾、沈没
戦闘開始前、「吹雪」は「青葉」の前方を進んでいたが、2146にアメリカ艦隊が砲撃を開始した直後、「青葉」の右反転に従って同じく右反転を行っていた。だがこの時、「吹雪」はアメリカ艦隊に最も近い距離に接近していたため、サンフランシスコから1,400ヤード（約1,300m）の至近距離による砲撃を受け、その後アメリカ艦隊の集中砲火を浴びた。アメリカ軍側の記録では2153に爆発炎上して轟沈したという記録がある。一方で日本軍側の記録では、2153に「青葉」の左140度500mの距離を同航中に敵艦からの砲撃を受け火災発生、2213に大火災となって大爆発を起こし沈没したという記録が残っている。
これについて軍事史研究家の大塚好古は、2151からアメリカ艦隊が射撃を再開した以降の記録と比べるとサンフランシスコ、ボイシ、ヘレナの射撃記録に該当する記録があることから、吹雪の沈没時の状況は日本側の記録が実際の状況に近いのではと考察している。

### 衣笠反撃と戦闘終了
単縦陣（青葉-古鷹-衣笠）最後尾の「衣笠」は「初雪」と共に取舵をとって左反転し、アメリカ艦隊の砲撃から抜け出しつつ反撃を行った。この理由について衣笠側は、「敵艦の先制攻撃が第一小隊である青葉と古鷹に集中しており、これ動きに続いた場合、敵艦の集中砲撃を受ける可能性が大きかったため反転を決意した」との行動調書に残している。2隻（衣笠、初雪）が左回頭を行う直前ダンカンが接近して砲撃を加えたが、「衣笠」は主砲と高角砲にて反撃を行った。ダンカンはこの砲撃を切り抜け「古鷹」への雷撃を成功させたが、味方であるアメリカ艦隊の誤射を受けて沈没してしまっている。
「衣笠」が左反転をしている中、アメリカ艦隊は2153から2158の間に針路を230度（南西）から300度（西北）に変針し、「青葉」と「古鷹」を追撃しようとした。しかし目標を捉えることが出来なかったため、スコット少将は2200に「撃ち方止め」の命令を下した。ほぼ同時刻、衣笠は北西に進路をとってアメリカ艦隊と同航状態となり攻撃を開始した。
まず2203、「衣笠」は目標の「ロンドン型大巡1隻」に雷撃を行う。この目標となったボイシは2206に雷跡を発見して右急回頭を行い、50ヤード（約45m）の距離で回避した。この際、「衣笠」から敵巡洋艦の姿が見えなくなったため、衣笠側では目標が轟沈したと認識していた。続いて「衣笠」はボイシと砲撃戦を行い、ボイシに20.3cm砲弾4発とその他砲弾を命中させた。1発は3番砲の装甲によって破砕したものの、もう1発は1番砲に命中し旋回不能の損害を与え、残り2発は水面下に損害を与えた。この内1発は2番砲塔装薬室で炸裂して火災が発生したものの、浸水が消火の役目を果たした。この水面下命中弾による被害により、ボイシは前部主砲が射撃不能となり浸水による速度低下が発生した。さらに火災が発生したこともあって、ボイシは2213に左へ回頭し戦線を離脱した。
その後「衣笠」は2213からソルトレイクシティーと断続的に砲撃戦を行い、20.3cm砲弾2発を命中させたがこれによる損害は軽微であった。2217に両艦はお互いを見失い砲撃を中止、「衣笠」は「青葉」とともに戦場を離脱した。この海戦で「衣笠」は主砲80発、高角砲11発、魚雷16本を発射したという記録が残っている。
一方のアメリカ艦隊側はこの戦闘で「衣笠」を撃沈したと認識しており、後に日本艦隊を発見できなかったことから、2227にスコット少将は戦闘を中断。針路を220度（南西）に向けて戦場を離脱し、戦闘は終了した。

### 日本側の救助による損害
一方輸送隊は0050、揚陸作業を完了した。日進輸送隊はラッセル諸島西側を通過して戦闘海域を離脱。この時、日進輸送隊から駆逐艦4隻（朝雲、夏雲、白雪、叢雲）が分派される。第11駆逐隊第1小隊（白雪、叢雲）は「古鷹」救援を、第9駆逐隊（朝雲、夏雲）は「衣笠」と合流して米艦隊の撃滅を、それぞれ下令された。これをボイシから発進した水上偵察機が発見、連絡を受けたガダルカナル島ヘンダーソン基地から攻撃隊が発進する。
「古鷹」は既に沈没しており、生存者救出後、引き揚げが遅れた2隻（白雪、叢雲）はニュージョージア島沖で米軍機約20機の波状攻撃を受けて「叢雲」が大破炎上、航行不能となる。
第9駆逐隊（朝雲、夏雲）は「叢雲」の航行不能を知り救援のためかけつけたが、ドーントレス11機の空襲により「夏雲」は至近弾複数発を受ける。浸水が進み、佐藤康夫司令は「夏雲」乗組員を「朝雲」に収容した。「夏雲」は14時27分に沈没、塚本艦長以下19名が戦死した。また第11駆逐隊司令杉野修一大佐は「叢雲」生存者を乗艦（白雪）に収容した。残存2隻（朝雲、白雪）は「叢雲」を放棄して一旦避退したが、救援のためガ島へ進撃中の増援部隊（川内、由良、時雨、白露、天霧）等と合流したのち、夜陰に乗じて「叢雲」の元に戻る。「叢雲」の曳航を試みたものの手の施し様がなく、「叢雲」は「白雪」によって雷撃処分された。

## 海戦後
五藤少将は翌0600、退却途上の艦上にて出血多量により戦死したが、最後まで同士討ちを受けたと信じていたと言われている。この海戦について、10月15日に連合艦隊参謀長宇垣纒少将は自身の日誌、「戦藻録」で第六戦隊司令部は警戒心が無さすぎ、この戦いは「衣笠」一隻で戦ったようなものだと、判断ミスを犯した第六戦隊司令部に対して手厳しい批判を書き記している。
「戦藻録」の10月16日の日誌では、久宗（青葉艦長）、荒木（古鷹艦長）、参謀長から聞き取りを行い、いくつかの所見を書いており、そこでは夜戦失敗は事前の偵察不十分に在るとしている。
日本軍は手痛い敗北を喫し、飛行場砲撃という目的は達せられなかったが、輸送作戦そのものは成功したとも言える。日本軍は、「米重巡洋艦1、駆逐艦1撃沈、重巡洋艦1大破」という戦果を挙げたと誤認していた。大本営発表では日本軍巡洋艦1隻沈没、連合軍巡洋艦2隻沈没・駆逐艦1隻沈没・巡洋艦1隻大破となっている。
また、アメリカ軍は海戦に勝利をおさめた上にアメリカル師団第164歩兵連隊の揚陸に成功したものの大小の損害を受けてガダルカナル島海域から避退、戦力の空白地帯を作ってしまう。この間、第二次飛行場砲撃部隊/挺身艦隊（第三戦隊、司令官栗田健男少将/戦艦金剛・榛名）がルンガ泊地に突入、ヘンダーソン基地に艦砲射撃を行った（ヘンダーソン基地艦砲射撃）。10月14日-15日にも重巡「鳥海」（第八艦隊旗艦）および本海戦を生き延びた「衣笠」がヘンダーソン基地に艦砲射撃を実施した。一方、アメリカ軍は日本軍巡洋艦4隻・駆逐艦4隻を撃沈したと報告した。

## 影響
この戦いは日本軍が得意とした夜戦でアメリカ軍が勝利した初めての戦いであったがアメリカ軍の混乱も大きく、日本軍側の航空偵察不徹底、指揮官の不手際、命令伝達ミス、ガダルカナル島砲撃という目的に捉われて注意力が散漫になっていたこと等の不手際が重なり、さらに偶然にも絶妙のタイミングでの先制攻撃となったこと等がアメリカ軍側に僥倖となった。
日本側は艦隊司令部（連合艦隊、第十一航空艦隊、第八艦隊）が「敵艦隊は行動していない」という前提で自艦隊を動かすなど敵情判断が甘く、それが原因でアメリカ艦隊の奇襲を許すなど作戦面の失敗が目立った。加えて戦術面でも損失が大きく、特に得意としていた夜戦でアメリカ軍に先手を取られた事態は日本側にとって大きな衝撃となった。
一方アメリカ側では1942年7月以降から索敵にレーダーを用いて夜戦を行う訓練方式について、依然人的な戦闘力では問題があるものの、この方式が間違っていなかったことが証明される形となった。またサボ島沖海戦による勝利は、日本側に与えた損害を過大に評価した結果、第一次ソロモン海戦の敗北によって信頼を失っていたアメリカ艦隊の士気を回復させることになった。以後ソロモン方面で戦闘するアメリカ艦隊にとって「アメリカ艦隊が夜戦に於いて日本艦隊より優位に立つことが出来る」という証明にもなり、アメリカ艦隊が自信を持って夜戦を行う要因ともなった。この後、アメリカ艦隊は第三次ソロモン海戦やルンガ沖夜戦で日本艦隊に夜戦を挑み、手痛い打撃を受けた。チェスター・ニミッツ太平洋艦隊長官は「ガダルカナル島の戦いでアメリカ艦隊がレーダーを活用できたといっても、夜戦に対する準備は整っておらず、また得意ともいえなかった」と評している。

## 注意点
なお戦史叢書では呉鎮守府警備駆逐艦（豊田副武司令長官指揮下）の吹雪型駆逐艦8番艦「白雲」が、10月11日-12日に生起した水上機母艦「日進」護衛および『サボ島沖海戦』に参加し、外南洋部隊（指揮官三川軍一第八艦隊司令長官）に所属する第11駆逐隊（白雪、叢雲、初雪、吹雪）の司令駆逐艦（第11駆逐隊司令杉野修一大佐）として、第11駆逐隊第1小隊2番艦の駆逐艦「叢雲」救援と雷撃処分を実施したことになっている。だが「白雲」は8月28日の空襲で大破、第20駆逐隊の解隊にともない警備駆逐艦となって外南洋部隊（第八艦隊）から除かれ、サボ島沖海戦時は日本本土に戻っていた（10月8日着）。さらに大修理が必要な状態であり、最前線で戦闘に参加できる状態ではなかった。
水上機母艦「日進」の護衛および「叢雲」の処分を実施したのは、「白雲」と名前が似ている白雪である。2隻（白雪、白雲）は字体が似ているため郵便物の誤着等に悩まされ、日本海軍も注意を促している。

## 参加兵力
| 種別     | 日本軍                                   | アメリカ軍                                                        |
| -------- | ---------------------------------------- | ----------------------------------------------------------------- |
| 重巡洋艦 | 青葉(大破) 衣笠(小破) 古鷹(沈没)         | サンフランシスコ ソルトレイクシティ(小破)                         |
| 軽巡洋艦 | -                                        | ボイシ(大破) ヘレナ                                               |
| 駆逐艦   | 戦闘参加艦 吹雪(沈没) 初雪               | ファーレンホルト(大破) ラフィー ブキャナンダンカン(沈没) マッカラ |
| 駆逐艦   | 救援艦隊 白雪 叢雲(沈没) 朝雲 夏雲(沈没) | ファーレンホルト(大破) ラフィー ブキャナンダンカン(沈没) マッカラ |